# Rio das Mortes (vattendrag i Brasilien, Mato Grosso)
Rio das Mortes är ett vattendrag i Brasilien.   Det ligger i delstaten Mato Grosso, i den centrala delen av landet, 500 km nordväst om huvudstaden Brasília.
I omgivningen kring Rio das Mortes växer huvudsakligen savannskog. Området är nästan obefolkat, med mindre än två invånare per kvadratkilometer.